# 長安逸動DT
長安逸動DT是中國汽車製造商長安汽車製造的一款次緊湊型轎車。在2018年小改款推出前，原稱為長安悦翔V7。

## 悦翔V7

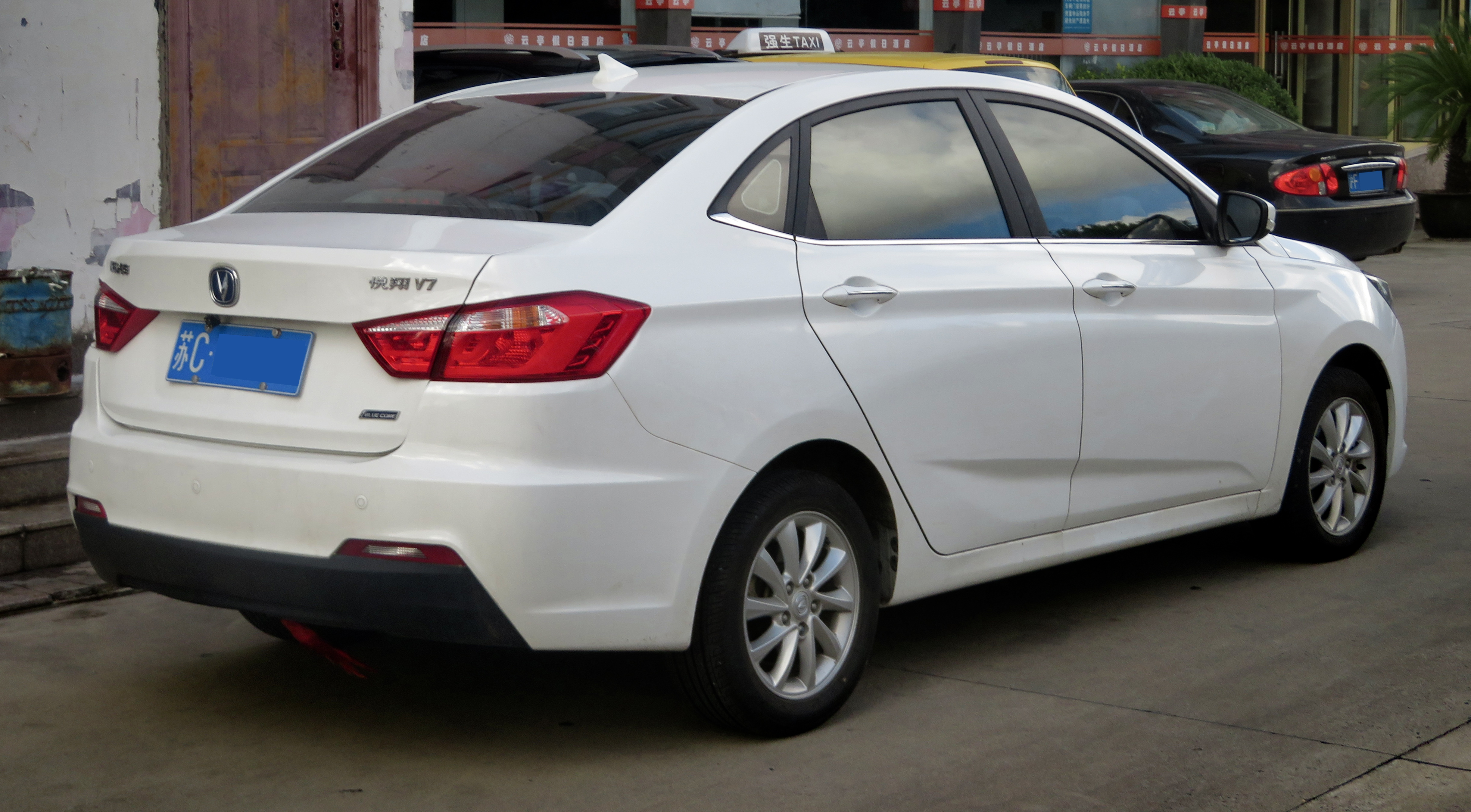
後視圖

長安悅翔V7於2014年8月成都車展上首次亮相，是長安悅翔及長安悅翔V5的繼承車型。不同的是悅翔V7是基於不同的全新平台開發，並配備了新的1.6升四缸引擎作為配置，同時亦有長安全新的設計語言。售價為52,900至87,900元人民幣。

## 逸動DT

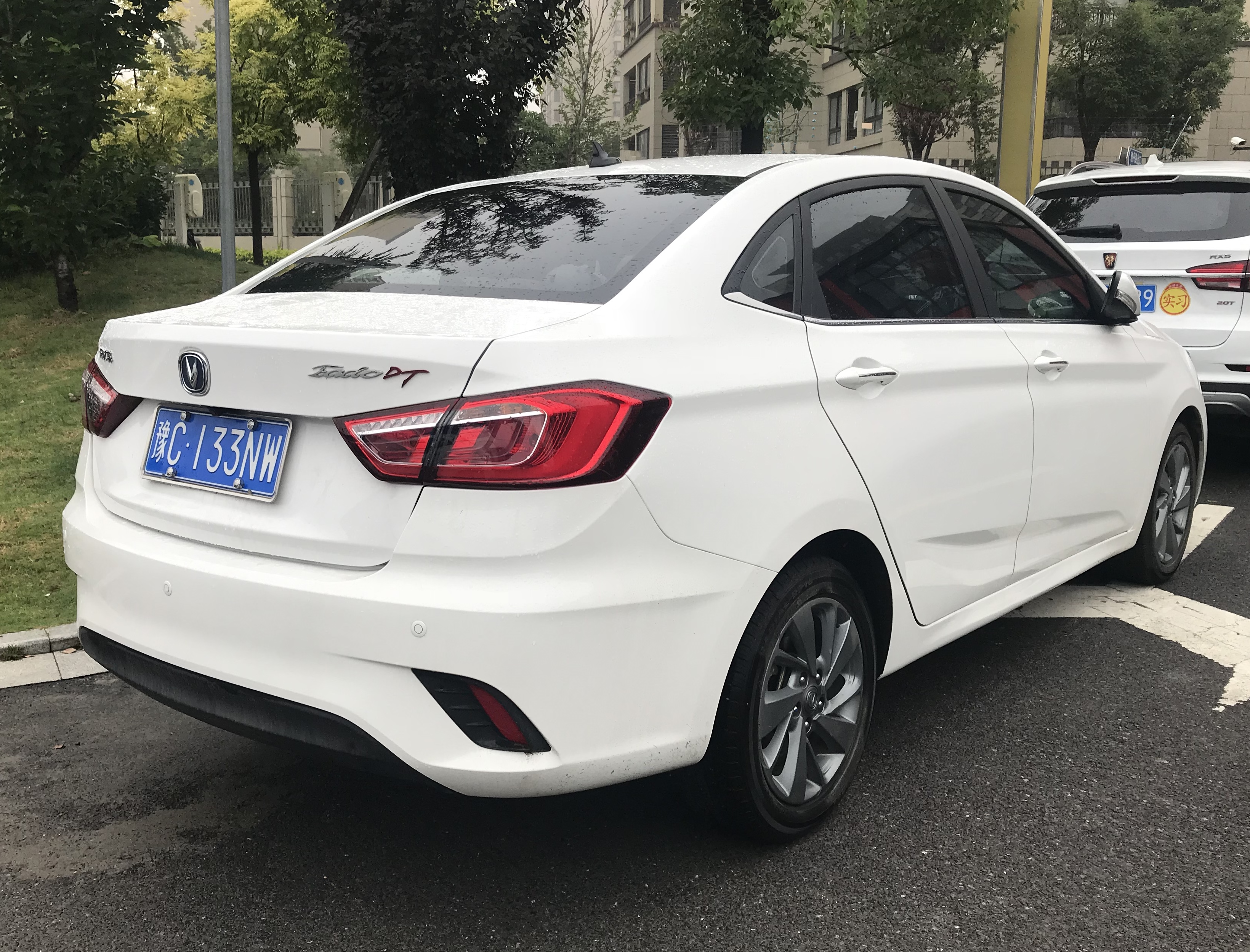
後視圖

於2018年4月首次亮相，該車是定位在入門版本的長安家庭車逸動XT之下。由於該車實際上是悦翔V7的換標車，因此基本上在尺寸及大小方面都跟悦翔V7一樣。

## 資料來源
1. 1 2  .[]
2. ↑  .   [2020-04-05]. （原始内容存档于2020-01-20）.
3. ↑  Aiden Jing. . Car News China. 2018-03-02  [2018-03-04]. （原始内容存档于2019-04-22）.